# Scotoleon nivatensis
Scotoleon nivatensis är en insektsart som först beskrevs av Luisa Eugenia Navas 1915.  Scotoleon nivatensis ingår i släktet Scotoleon och familjen myrlejonsländor. Inga underarter finns listade i Catalogue of Life.